# Канио из Ателлы
Каний (итал. San Canio или San Canione) — священномученик, епископ Ачеренцы. День памяти — 25 мая.

## Житие
Основным источником информации о жизни святого Кания является Passio San Canionis, документ, сохраняемый в Кафедральном соборе в Ачеренца.
Согласно этому документу, св. Каний родился в местечке Юлия (лат. Iulia), что около Карфагена в первой половине III века. Впоследствии он стал епископом Ачеренцы. Во время диоклетиановых гонений в присутствии префекта Пиграсия (Pigrasius) святой отказался принести жертву идолам и признать божественность императора. За это он был подвергнут пыткам и посажен в темницу в расчёте на то, что голод и раны сломят его сопротивление. Тем не менее, святой продолжил Евангельскую проповедь, по которой все, кто его окружал, обратились ко Господу.
Когда префекту было доложено об упорстве узника, он повелел обезглавить святого. Страшный шторм и землетрясение рассеяло воинов, и в общем смущении Каний с некоторыми верными покинул город на корабле по реке Вольтурно.
Имеется мнение, что святой принадлежал к роду Каниев.